# Весна Парун
Весна Парун (Зларин, 10. април 1922 — Стубичке Топлице, 25. октобар 2010) била је песник, драмски и дечји писац.

## Биографија
Студирала је на Филозофском факултету у Загребу. Детињство је провела у Сплиту, у Биограду на мору и у Шибенику. Основну школу је завршила на Вису, а гимназију у Загребу, због рата је морала да побегне у Сплит. Вратили су се у Загреб 1942. После рата је уписала студије на Филозофском факултету, одсек филозофија. 1947. је оболела од тифуса. Због болести и несрећне љубави напушта студије. Од 1962. до 1967. живи у Бугарској где се удаје и разводи. Враћа се у Загреб где ради као слободни писац. 2000. се из свог дома преместила у дом у Стубичким Топлицама, где на крају и умире. Ушла је у политику у својој 85-ој години. Учланила се у Демократску странку жена. Прва је жена у Хрватској која је живела искључиво од књижевности. Неке од књига је сама штампала и продавала, па чак и илустровала.
Преминула је 25. октобра 2010.

## О поезији
Поезији Весне Парун треба приступати као природној, као елементарној појави: са поверењем и опрезом, узбуђено и разумно, у сваком случају са пуном свешћу о њеној не нужно хармоничној сложености, богатству предвидљивих и непредвидљивих феномена али без амбиције да се она потчини. У њеној поезији се јавља неуједначеност концентрације и повремено одсуство самокритичности.

## Композиције на стихове
За њену можда најпознатију песму „Ти која имаш руке невиније од мојих“ Звонко Шпишић је написао музику за Загреб фест 1964. а отпевала је Ана Штефок. Ликови њених дечијих књига нашли су се у мјузиклу „Мачак Џингискан и Мики Траси“ за који је музику написао Ладислав Тулач а режирала Звједана Ладика 1979. На стихове Весне Парун Станко Хорват написао је „Шум крила, шум воде, кантата за сопран и оркестар где је сопран певала примадона Дуња Вејзовић. Кемал Монтено и Дин певали су песму „Залеђена чесма“ за коју је, на стихове Весне Парун, музику и аранжман написао Стипица Калођера.

## Наслеђе
У београдској општини Сурчин још 2011. године је одређено да једна од планираних улица добије назив Весна Парун. Улица још није формирана.

## Награде
- За збирку „Песме“(1948) добила је награду Матице хрватске.[3]
- За збирку „Црна маслина“ добила је награду града Загреба.[3]
- 1959. добила је годишњу награду „Владимир Назор“.
- За дечји роман у стиху „Мачак Џингис-кан и Мики Траси“ додељена јој је награда „Григор Витез“.[3]
- У Паризу је 1970. добила награду за поезију.[3]
- 1972. добија „Змајеву награду“ Матице српске у Новом Саду.[3]
- 1982. добија награду „Владимир Назор“ за животно дело.
- 2003. за збирку сонета „Сузе путују“ добила је награду „Тин Ујевић“.
- Септембра 2010. добила је Европску књижевну награду, коју додељује Књижевна општина Вршац.

## Дела
Објављено је преко 70 књига поезије и прозе и четири драме. Штампала је и велики број књига за децу. Песме су јој превођене на многе стране језике. 1932. Објављује прву песму „Прамаљеће“ у листу „Анђео Чувар“. Од 1945. објављује песме по часописима и листовима. Дела су јој преведена на више језика. Преводила је Хајнеа, Гетеа, Рилкеа.

### Поезија
- „Зоре и вихори“, 1947.
- „Пјесме“, 1948.
- „Црна маслина“, 1955.
- "Видрама вјерна", 1957.
- "Ропство", 1957.
- „Пусти да отпочинем“, 1958.
- "Ти и никад", 1959.
- "Кораљ враћен мору", 1959.
- "Коњаник", 1961.
- "Јао јутро", 1963.
- "Била сам дјечак", 1963.
- "Вјетар Тракије", 1964.
- "Пјесме", 1964.
- "Гонг", 1966.
- "Отворена врата", 1968.
- „Уклети дажд“, 1969.
- "Трагом Магде Исанос", 1971.
- "Сто сонета", 1972.
- "И пролазим животом", 1972.
- "Стид ме је умријети", 1974.
- "Оловни голуб", 1975.
- „Апокалиптичке басне“, 1976.
- "Љубав бијела кост", 1978.
- "Читач снова", 1978.
- "Изабране пјесме", 1979.
- "Мапа Магдица", 1979.
- "Шум крила, шум воде", 1981.
- "Салто мортале", 1981.
- "Изабрана дјела", 1982.
- "Град на Дурмитору", 1988.
- "Касфалпирова земља", 1989.
- "Индиго град", 1990.
- „Сонетни вијенци“, 1991.
- "Троножац који хода", 1993.
- "Зачарана чаробница", 1993.
- "Избор из дјела", 1995.
- "Птица времена", 1996.
- "Смијех од смрти јачи", 1997.
- "Пелин басне", 1998.
- "Спужвица и спужва", 1999.
- "Политичко Валентиново", 2000.
- "Гријех смрти",2000.

### Проза
- „Под мушким кишобраном“, 1987.
- „Крв свједока“, 1988.
- "Хрватска краљица", 1999
- „Ноћ за пакост- мој живот у 40 врећа“, 2001.

### Дечја поезија
- „Патка Златка“, 1957.
- "Туга и радост шуме", 1958.
- "Зец мудријан", 1958.
- "Корњачин оклоп", 1958.
- „Мачак Џингис-кан и Мики Траси“, 1968.
- "Мачак на мјесецу", 1969.
- "Мики Траси и бака Пим Бако", 1968.
- "Мики славни капетан", 1970.
- "Карневал у Кукљици", 1974.
- "Познанство с данима малог Максима", 1974.
- "Игре пред олују", 1979.
- "Дванаест сликовница о псима", 1983.
- "Хоћу љутић, нећу мак", 1983.
- "Рода у школи", 1988.
- "Покрај Купе кад се врапци скупе", 1989.
- "Мој пријатељ шишмиш", 1990.
- "Успаванка за пољубац", 1995.
- "Кроз прозорчић зиме", 1995.
- "Пчела, дуга и млин", 1997.
- "Три морске пустоловке", 2000.
- „Морска кочијица“, 2001.

### Драмска дела
- „Марија и морнар“
- "Апсирт"
- "Магарећи оток, олити хомо хомини асинус"
- „Школа за скитнице“